# Verwaltungsgliederung Vietnams
Die Sozialistische Republik Vietnam ist gemäß
Artikel 110 der Verfassung von 2013 sowie Artikel 2 des Gesetzes über den Aufbau der örtlichen Verwaltung (Luật Tổ chức chính quyền địa phương) in Verwaltungseinheiten auf drei Ebenen unterteilt:
- Provinzebene (Cấp Tỉnh):
  - 57 Provinzen (Tỉnh)
  - 6 zentralregierungsunmittelbare Städte (Thành phố trực thuộc trung ương)
- Landkreisebene: (Cấp Huyện):
  - 47[3] (städtische) Bezirke (Quận)
  - 556[3] Landkreise (Huyện)
  - 46[3] Marktgemeinden (Thị xã)
  - 10[3] provinzunmittelbare Städte (Thành phố trực thuộc tỉnh)
  - 2 zentralregierungsunmittelbaren Stadt unterstellte Städte (Thành phố thuộc thành phố trực thuộc trung ương)
- Gemeindeebene (Cấp Xã):
  - 9.121[3] Gemeinden (Xã)
  - 1.366[3] Stadtviertel (Phường)
  - 625[3] Großgemeinden (Thị trấn).

Des Weiteren gibt es innerhalb von Gemeinden weitere Einteilungen wie làng, thôn, bản, buôn und  sóc; innerhalb von Stadtvierteln und Großgemeinden gibt es khu dân cư, khu phố, khu vực und  khóm. Diese verfügen aber über keine eigenen Verwaltungsbehörden.
Nach Verfassungsänderung im Jahr 2025 wird Vietnam in nur 2 Ebenen unterteilt:
-Provinzebene
28 Provinzen und 6 Städte
-Gemeindeebene:
xã (Gemeinde) und phường (Stadtteile)
Kreisebene wurde abgeschafft.

## Verwaltungsbehörden
Auf allen drei Ebenen gibt es einen von den in der jeweiligen Verwaltungseinheit wohnhaften Wahlberechtigten gewählten Volksrat
(Hội đồng nhân dân) als gesetzgebendes Organ. Dieser wählt ein Volkskomitee (Ủy ban nhân dân) als ausführendes Organ.

### Volksrat
Jeder Volksrat hat einen Vorstand, der vom Vorsitzenden und seinem/seiner Stellvertreter gebildet wird. Diese werden von den Delegierten des Volksrates gewählt. Der Vorstand hat eine Reihe von Funktionen, unter anderem die Vertretung des Rates nach außen, wenn gerade keine Sitzungen stattfinden. Um sich um spezielle Probleme zu kümmern, werden spezielle Komitees eingesetzt. Alle Provinzen haben ein Wirtschafts- und Budgetkomitee, ein Komitee für Soziales und Kultur und ein Rechtskomitee. In Provinzen mit vielen Einwohnern, die keine ethnischen Vietnamesen sind, gibt es in der Regel auch ein Komitee für ethnische Angelegenheiten.
Die Bürger können in Wahlen zum Volksrat wählen, wenn sie das 18. Lebensjahr vollendet haben. Das passive Wahlrecht haben Bürger ab dem vollendeten 21. Lebensjahr. Man kann sich entweder selbst zur Wahl nominieren oder durch die Vietnamesische Vaterländische Front ausgewählt und aufgestellt werden. Über die nominierten Kandidaten wird auf einer sogenannten Wählerkonferenz abgestimmt, welche durch die Vaterländische Front organisiert wird. Die Teilnehmer dieser Konferenz bestimmen, teils durch geheime Abstimmung, teils durch Abstimmung per Handzeichen, ob die Kandidaten den Kriterien, die der Volksrat erlassen hat, entsprechen. Nur jene Kandidaten, denen die Wählerkonferenz das Vertrauen ausspricht, sind zu der Wahl zugelassen.
Die Anzahl der Kandidaten pro Wahlkreis ist zwischen einem und drei. Es muss in jedem Wahlkreis mehr Kandidaten als Sitze im Volksrat geben.

### Volkskomitee
Das Volkskomitee ist der ausführende Arm der Regierung. Es ist für die Implementierung von politischen Entscheidungen zuständig. Das Volkskomitee hat in der Regel einen Präsidenten, einen Vizepräsidenten und zwischen neun und elf Mitgliedern.

## Liste der Provinzen
Die bevölkerungsreichste administrative Einheit Vietnams ist Ho-Chi-Minh-Stadt, eine der fünf Städte, die direkt der Zentralregierung unterstellt und somit formell einer Provinz gleichgestellt sind. Offiziell leben auf dem Gemeindegebiet über acht Millionen Menschen. Die zweitbevölkerungsreichste administrative Einheit, und damit die bevölkerungsreichste Flächenprovinz, ist Thanh Hóa, mit mehr als dreieinhalb Millionen Menschen.
Die niedrigste Bevölkerungszahl hat die Provinz Lai Châu im abgelegenen bergigen Nordwesten des Landes.
Die flächenmäßig größte Provinz ist Nghệ An, die sich von der Großstadt Vinh aus das breite Song-Ca-Tal hinauf ausbreitet. Die kleinste Provinz ist Bắc Ninh im dicht besiedelten Delta des Roten Flusses.
| Name                      | Hauptstadt                | Bevölkerung (2016) | Fläche km² |
| ------------------------- | ------------------------- | ------------------ | ---------- |
| An Giang                  | Long Xuyên                | 2.159.900          | 3.406      |
| Bắc Giang                 | Bắc Giang                 | 1.657.600          | 3.822      |
| Bắc Kạn                   | Bắc Kạn                   | 319.000            | 4.795      |
| Bạc Liêu                  | Bạc Liêu                  | 886.200            | 2.521      |
| Bắc Ninh                  | Bắc Ninh                  | 1.178.600          | 804        |
| Bà Rịa-Vũng Tàu           | Bà Rịa                    | 1.092.000          | 1.975      |
| Bến Tre                   | Bến Tre                   | 1.265.200          | 2.287      |
| Bình Định                 | Quy Nhơn                  | 1.524.600          | 6.076      |
| Bình Dương                | Thủ Dầu Một               | 1.995.800          | 2.696      |
| Bình Phước                | Đồng Xoài                 | 956.400            | 6.856      |
| Bình Thuận                | Phan Thiết                | 1.222.700          | 7.828      |
| Cà Mau                    | Cà Mau                    | 1.222.600          | 5.192      |
| Cần Thơ (Stadt)           | Cần Thơ (Stadt)           | 1.257.900          | 1.390      |
| Cao Bằng                  | Cao Bằng                  | 529.800            | 6.691      |
| Đắk Lắk                   | Buôn Ma Thuột             | 1.874.500          | 13.062     |
| Đắk Nông                  | Gia Nghĩa                 | 605.400            | 6.514      |
| Đà Nẵng (Stadt)           | Đà Nẵng (Stadt)           | 1.046.200          | 1.256      |
| Điện Biên                 | Điện Biên Phủ             | 557.400            | 8.544      |
| Đồng Nai                  | Biên Hòa                  | 2.963.800          | 5.895      |
| Đồng Tháp                 | Cao Lãnh                  | 1.687.300          | 3.238      |
| Gia Lai                   | Pleiku                    | 1.417.300          | 15.496     |
| Hà Giang                  | Hà Giang                  | 816.100            | 7.884      |
| Hải Dương                 | Hải Dương                 | 1.785.800          | 1.648      |
| Hải Phòng (Stadt)         | Hải Phòng (Stadt)         | 1.980.800          | 1.503      |
| Hà Nam                    | Phủ Lý                    | 803.700            | 849        |
| Hà Nội (Stadt)            | Hà Nội (Stadt)            | 7.328.400          | 3.119      |
| Hà Tĩnh                   | Hà Tĩnh                   | 1.266.700          | 6.056      |
| Hòa Bình                  | Hòa Bình                  | 772.500            | 4.663      |
| Ho-Chi-Minh-Stadt (Stadt) | Ho-Chi-Minh-Stadt (Stadt) | 8.297.500          | 2.095      |
| Hậu Giang                 | Vị Thanh                  | 816.100            | 1.608      |
| Huế (Stadt)               | Huế (Stadt)               | 1.236.393          | 4.947      |
| Hưng Yên                  | Hưng Yên                  | 1.170.200          | 928        |
| Khánh Hòa                 | Nha Trang                 | 1.213.800          | 5.197      |
| Kiên Giang                | Rạch Giá                  | 1.776.700          | 6.269      |
| Kon Tum                   | Kon Tum                   | 507.800            | 9.615      |
| Lai Châu                  | Lai Châu                  | 436.000            | 7.365      |
| Lâm Đồng                  | Đà Lạt                    | 1.288.200          | 9.765      |
| Lạng Sơn                  | Lạng Sơn                  | 768.700            | 8.305      |
| Lào Cai                   | Lào Cai                   | 684.300            | 8.057      |
| Long An                   | Tân An                    | 1.490.600          | 4.492      |
| Nam Định                  | Nam Định                  | 1.852.600          | 1.637      |
| Nghệ An                   | Vinh                      | 3.105.500          | 16.487     |
| Ninh Bình                 | Hoa Lư                    | 953.100            | 1.382      |
| Ninh Thuận                | Phan Rang-Tháp Chàm       | 601.400            | 3.360      |
| Phú Thọ                   | Việt Trì                  | 1.381.700          | 3.519      |
| Phú Yên                   | Tuy Hòa                   | 899.400            | 5.045      |
| Quảng Bình                | Đồng Hới                  | 877.700            | 8.025      |
| Quảng Nam                 | Tam Kỳ                    | 1.487.700          | 10.408     |
| Quảng Ngãi                | Quảng Ngãi                | 1.251.500          | 5.135      |
| Quảng Ninh                | Hạ Long                   | 1.224.600          | 5.899      |
| Quảng Trị                 | Đông Hà                   | 623.500            | 4.746      |
| Sóc Trăng                 | Sóc Trăng                 | 1.312.500          | 3.223      |
| Sơn La                    | Sơn La                    | 1.208.000          | 14.055     |
| Tây Ninh                  | Tây Ninh                  | 1.118.800          | 4.028      |
| Thái Bình                 | Thái Bình                 | 1.790.000          | 1.542      |
| Thái Nguyên               | Thái Nguyên               | 1.227.400          | 3.563      |
| Thanh Hóa                 | Thanh Hóa                 | 3.528.300          | 11.106     |
| Tiền Giang                | Mỹ Tho                    | 1.740.200          | 2.367      |
| Trà Vinh                  | Trà Vinh                  | 1.040.500          | 2.226      |
| Tuyên Quang               | Tuyên Quang               | 766.900            | 5.868      |
| Vĩnh Long                 | Vĩnh Long                 | 1.048.600          | 1.475      |
| Vĩnh Phúc                 | Vĩnh Yên                  | 1.066.000          | 1.371      |
| Yên Bái                   | Yên Bái                   | 800.100            | 6.883      |

## Karte der Provinzen
Untenstehende Landkarte zeigt die vietnamesischen Provinzen und Städte, die den Provinzen gleichgestellt sind; Stand Ende 2003. Die Änderungen, die im November 2003 durchgeführt wurden (d. h. die Schaffung der Provinz Điện Biên und Đắk Nông sowie die Teilung der Provinz Cần Thơ in die Stadt Cần Thơ und die Provinz Hậu Giang) sind bereits berücksichtigt.

## Bevölkerungsdichte Vietnamesischer Provinzen
In der Landkarte sind die Provinzen Vietnams mit ihrer Bevölkerungsdichte abgebildet.
Am dichtesten besiedelt sind das Delta des Roten Flusses und des Mekong. Dort haben die meisten Provinzen mehr als 500 Einwohner/km². In den meisten Provinzen Vietnams beträgt die Bevölkerungsdichte nicht weniger als 100 Einwohner/km²